# Stieńka Razin (film)
Stieńka Razin (ros. Стенька Разин) – rosyjski krótkometrażowy film z 1908 roku w reżyserii Władimira Romaszkowa.
Film ten jest pierwszym fabularnym filmem rosyjskim.

## Treść
Stieńka Razin i jego oddział odnieśli zwycięstwo nad Persami. W ich niewoli znalazła się piękna perska księżniczka, w której Razin szczerze się zakochał. Oddział watażki atakuje Carycyn i Astrachań, przez to zaczynają go ścigać rosyjscy strzelcy. Stieńka Razin ze swoimi ludźmi ucieka nad Don. Wbrew sugestiom swoich esaułów przestaje organizować napady, zajmując się wyłącznie ukochaną kobietą. Wówczas esaułowie podrzucają mu list, z którego wynika, że księżniczka zdradza go z "księciem Hassanem". W gniewie Razin zabija ją, topiąc w Wołdze.